# Accidente del Boeing 737 de Occidental Petroleum
El accidente del Boeing 737 de Occidental Petroleum ocurrió el 5 de mayo de 1998 en el oeste del Departamento de Loreto en el trayecto de Iquitos a Andoas, Perú, cerca de la frontera con Ecuador. De los 88 pasajeros y la tripulación solo sobrevivieron 13.
La aeronave había sido alquilada por la Fuerza Aérea del Perú días antes.

## Accidente
La Occidental Petroleum Corporation alquiló un avión Boeing 737 de 15 años para el transporte de trabajadores petroleros a los pozos petrolíferos de la provincia del Datem del Marañón en el oeste del departamento de Loreto. El vuelo había salido desde el Aeropuerto Internacional Coronel FAP Francisco Secada Vignetta en Iquitos a las 20:45 horas un día anterior y tenía que llegar al Aeropuerto Alf. FAP Alfredo Vladimir Sara Bauer en Andoas a las 21:23 horas, Andoas es la base de operaciones para la extracción de crudo en la amazonia peruana.
La nave jamás llegó a su destino pues desapareció del radar hasta que operadores del Datem del Marañón comunicaron que se había estrellado en la localidad de Tintiyacu, cerca de Andoas, al hacer un intento de aproximación NDB al aeropuerto con mal tiempo (lluvias).

## Operaciones de rescate
Las operaciones de rescate demoraron días en culminarse específicamente por la zona agreste propia de la selva, se registró que después de la colisión la nave se incendió lo que redujo la posibilidad de supervivientes, los 13 supervivientes fueron atendidos en Tintiyacu y luego trasladados a Andoas para posteriormente ser llevados nuevamente a Iquitos. Entre los sobrevivientes se encontraban dos ingenieros extranjeros, uno venezolano y otro estadounidense respectivamente. Para las operaciones se utilizaron dos helicópteros privados y una avioneta de la Fuerza Aérea del Perú.
Los cadáveres calcinados se encontraban regados por toda la selva, un miembro anónimo de la FAP relató que entre los altos mandos de la aviación militar hubo secretismo y solo les comunicaron que debían llevar 80 bolsas para colocar cadáveres.

## Investigaciones posteriores
La compañía propietaria, Occidental Petroleum Corporation, comunicó que el horario de vuelos y traslados es competencia de las FAP, el avión era pilotado por el militar retirado José Salazar que estaba fuera de entrenamiento desde hace meses antes del accidente, el vuelo originalmente estaba programado para el día 6 de mayo pero el mal clima hizo cambiar la decisión, aunque el 7 de mayo fue escogido por presentar un mejor clima de forma inicial, incluso al momento del accidente solo se presentaba mal tiempo con ligera llovizna que empeoró durante las operaciones de rescate.
Al final teniendo en consideración que el avión era recién adquirido por la FAP, se atribuyó el accidente a un fallo humano debido al mal tiempo.